# Лососно
Лосо́сно (бел. Ласо́сна) — озеро в Полоцком районе Витебской области Белоруссии. Через озеро протекает река Свина — приток реки Оболь.

## Описание
Озеро Лососно располагается в 45 км к северо-востоку от города Полоцк, рядом с деревней Быховцы. Высота над уровнем моря — 138,7 м.
Площадь поверхности озера составляет 0,25 км². Длина — 1,05 км, наибольшая ширина — 0,65 км. Длина береговой линии — 2,77 км.
Котловина вытянута с севера на юг. Склоны котловины пологие, преимущественно покрыты кустарником и достигают 4 м в высоту. Береговая линия относительно ровная. Берег окаймляет узкая заболоченная пойма. Берега преимущественно низкие, песчаные, поросшие кустарником, на юго-западе заболоченные.
Через озеро протекает река Свина́. С северо-восточной стороны впадает канализованный ручей.
В воде обитают лещ, щука, плотва, линь, краснопёрка, окунь и другие виды рыб.